# La Farga (la Presta)
La Farga és un veïnat de la comuna de Prats de Molló i la Presta, de la comarca nord-catalana del Vallespir.
Es troba a uns 3 quilòmetres a ponent del cap de la comuna, la vila de Prats de Molló, pràcticament tot a la riba dreta del Tec. És al sud-est de l'estació termal i veïnat dels Banys de la Presta i al sud-oest del poble de la Presta.
El veïnat es formà a l'entorn d'una antiga farga i molí, del veí poble de la Presta, documentada des de l'edat mitjana. Formen el veïnat les cases i masies de Ca la Bet, Ca la Joana, Ca l'Anna Maria, Ca la Reina, Ca la Sileta, Cal Caraire, Can Baus, Can Fabrós, Can Jan Petit, Can Lleres, Can Magentí, Can Menjó, Can Patllari, Can Peret Betre, Can Pona, Can Racó, Can Realet, Can Roixela, Can Seumat, Can Suís, Can Xivató, Can Zidro i Can Zidrot.